# Tachyrhynchus stearnsii
Tachyrhynchus stearnsii is een slakkensoort uit de familie van de Turritellidae. De wetenschappelijke naam van de soort is voor het eerst geldig gepubliceerd in 1919 door Dall.